# Flavius Victor
Flavius Victor (? - 388) was een Romeins keizer van 384 tot 388. Hij was de zoon van usurpator Magnus Maximus, en werd net als zijn vader niet erkend door de andere keizers.
Van Flavius Victor weten we bijna niets. Hij werd door zijn vader in 384 benoemd tot medekeizer, nadat deze er niet in was geslaagd erkenning te vinden bij Valentinianus II en Theodosius I. Victor was nog een kind, en was dan ook niet benoemd om te regeren. Zijn vader wilde met de vroege benoeming wat legitimiteit verwerven en zijn opvolging veiligstellen. Dezelfde techniek werd eerder toegepast door Valentinianus I en Theodosius I.
In 386 erkende Theodosius de beide keizers toch, maar na Maximus' aanval op Italië in 387, waar die met succes Valentinianus II uit verjoeg, trok Theodosius tegen Maximus ten strijde en werd Maximus in 388 verslagen. Theodosius stuurde Arbogastes naar Trier waar Victor nog zat, om die te vermoorden. Dit gebeurde dan ook later in 388.

## Externe link

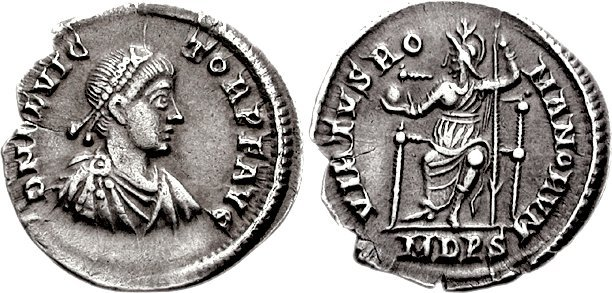
In Milaan geslagen siliqua (zilveren munt) van Flavius Victor.